# Pirttijärvi (sjö i Joensuu, Norra Karelen)
Pirttijärvi är en sjö i kommunen Joensuu i landskapet Norra Karelen i Finland. Sjön ligger 147,2 meter över havet. Den är 5,8 meter djup. Arean är 1,44 kvadratkilometer och strandlinjen är 14,41 kilometer lång. Sjön  ingår i Jänisjokis huvudavrinningsområde.   Den ligger omkring 54 kilometer öster om Joensuu och omkring 410 kilometer nordöst om Helsingfors. 
I sjön finns öarna Aittosaari, Ahvensaari, Kalliosaari och Matelisaari. 